# Büyükyayalar, Eskipazar
Büyükyayalar là một xã thuộc huyện Eskipazar, tỉnh Karabük, Thổ Nhĩ Kỳ. Dân số thời điểm năm 2010 là 165 người.